# Podvin pri Polzeli
Podvin pri Polzeli este o localitate din comuna Polzela, Slovenia, cu o populație de 235 de locuitori.